# Fibrati
I fibrati sono una classe di farmaci ipolipidemizzanti usati nel trattamento dell'ipertrigliceridemia. Strutturalmente sono acidi carbossilici anfipatici.

## Storia

Struttura del clofibrato.

L'azione ipolipidemizzante dei fibrati fu scoperta nel 1962 da Thorp e Waring, due ricercatori della Imperial Chemical Industries. Subito dopo aver brevettato la loro scoperta, i due pubblicarono su Nature un paper in cui osservano come il clofibrato fosse, tra quelli testati, il composto più attivo nell'abbassamento delle concentrazioni di colesterolo e altri lipidi nel plasma e nel fegato dei ratti da laboratorio.
Sempre Thorp, nello stesso anno, in un paper pubblicato su Lancet, osservò che tale effetto era aumentato dalla contemporanea somministrazione di androsterone, un ormone steroideo. Sullo stesso numero di Lancet, Oliver riportava i primi risultati in vivo su pazienti ipercolesterolemici, nei quali si era ottenuto un abbassamento dei livelli plasmatici di colesterolo e trigliceridi.
Nel 1967 il clofibrato ricevette l'autorizzazione all'immissione in commercio sul mercato statunitense da parte della Food and Drug Administration. e in breve tempo, negli Stati Uniti, divenne il farmaco ipolipidemizzante più prescritto, anche perché non erano ancora presenti sul mercato i sequestranti degli acidi biliari e gli inibitori dell'HMG-CoA reduttasi (statine). L'introduzione della lovastatina nel 1987, cambiò radicalmente la situazione.
Nel 1978 vennero diffusi i primi risultati di un vasto studio clinico organizzato dall'OMS, e conclusosi poi nel 1984, dai quali risultava che, nonostante un abbassamento medio del 9% nei livelli di colesterolo ematico, il trattamento con clofibrato non riduceva gli eventi cardiovascolari fatali. Inoltre il trattamento con clofibrato era significativamente correlato con l'insorgenza di calcolosi biliare. La pubblicazione di questi dati fece sì che il clofibrato venisse di fatto eliminato dalla pratica clinica.
Nel 1981 fu introdotto in terapia in tutti i principali paesi industrializzati il gemfibrozil mentre il fenofibrato, che era presente in alcuni Stati europei già dal 1975, ha ricevuto l'approvazione per l'immissione in commercio negli Stati Uniti solo nel 1998; per l'AIC da parte della FDA, infatti, si è dovuto aspettare una formulazione con principio attivo micronizzato. Il bezafibrato era già presente sul mercato europeo dal 1977.
Una volta chiarito che gli effetti collaterali a livello biliare presenti con il clofibrato erano un effetto "di molecola" e che non interessava l'intera classe furono organizzati nuovi studi clinici sugli altri fibrati (gemfibrozil e fenofibrato).
Nel 1987 vennero pubblicati i risultati di uno studio finlandese di prevenzione primaria versus placebo con gemfibrozil, condotto su oltre 4 000 uomini di mezza eta. I risultati confermarono una significativa riduzione dei livelli plasmatici di trigliceridi e LDL e un contemporaneo aumento delle HDL. In funzione di questi effetti era stata registrata una riduzione del 34% dell'incidenza di eventi cardiovascolari maggiori, ma la mortalità totale (per tutte le cause) non era significativamente diversa tra pazienti trattati e gruppo di controllo.
Un altro studio ad aver riabilitato l'uso dei fibrati, questa volta in prevenzione secondaria, è stato pubblicato nel 1999. Nel 2002 il clofibrato è stato ritirato dal mercato a causa del rapporto rischio/beneficio non più favorevole.
Una meta-analisi del 2010 ha osservato come i fibrati possano essere utili nella prevenzione degli eventi cardiovascolari maggiori in pazienti con dislipidemia combinata, nei quali il trattamento con statine non è soddisfacente. È stato quindi proposto l'uso dei fibrati nell'ambito della medicina personalizzata.

## Indicazioni terapeutiche
I fibrati sono indicati nel trattamento delle ipertrigliceridemie gravi, e nelle iperlipidemie come trattamento di seconda o terza scelta, da soli o in associazioni con statine, omega-3, niacina o sequestranti degli acidi biliari.
I trial clinici non depongono a favore del loro uso in monoterapia. I fibrati, infatti, riducono il numero di infarti miocardici non fatali ma non la mortalità totale e sono pertanto indicati soltanto in coloro che sono intolleranti alle statine.
Malgrado siano meno efficaci nell'abbassare la concentrazione di LDL, i fibrati aumentano i livelli delle HDL, incrementando in tal modo il cosiddetto colesterolo "buono", e agiscono soprattutto sopprimendo la concentrazione plasmatica dei trigliceridi; essi sembrano migliorare l'insulinoresistenza quando usati nella dislipidemia associata ad altre condizioni come la sindrome metabolica, l'ipertensione e il diabete mellito di tipo 2.
Il fenofibrato è anche impiegato off-label nel trattamento della sindrome X polimetabolica, alla luce dei positivi risultati di uno studio clinico.

## Molecole

Relazioni struttura attività nei fibrati.

Nonostante la sua sorte infelice, il precursore della classe, il clofibrato, è stato utile come punto di partenza per le modifiche chimiche che hanno portato a derivati più sicuri ed efficaci. Chimicamente, infatti, tutti i fibrati condividono con il clofibrato una struttura fenossi-isobutirrica, con talvolta interposto uno spaziatore di genere diverso tra il sostituente fenossi e l'acido isobutirrico. L'esterificazione non comporta perdita di attività, a patto che l'estere sia idrolizzabile in vivo in quanto la forma attiva è l'acido.
L'alogenazione in para è un motivo ricorrente in chimica farmaceutica con lo scopo di ridurre il metabolismo del farmaco (in particolare per evitare ossidazione in para, posizione attivata dell'anello) e quindi di aumentarne l'emivita. Parallelamente la doppia metilazione dell'anello benzenico nel gemfibrozil ne incrementa il metabolismo epatico e quindi ne riduce l'emivita.
I principali derivati dell'acido fibrico che sono stati impiegati in terapia sono:
- Clofibrato
- Ronifibrato
- Bezafibrato
- Gemfibrozil
- Fenofibrato
- Ciprofibrato

## Farmacologia

### Meccanismo d'azione
L'assunzione di fibrati riduce i livelli plasmatici di trigliceridi in modo molto più marcato rispetto alla parallela riduzione di colesterolo. In particolare per quanto concerne il colesterolo si evidenziano la riduzione delle VLDL, l'aumento delle HDL mentre gli effetti sulle LDL sono diversi. Questi effetti sono conseguenza dell'espressione genica indotta dal legame dei fibrati ad alcune sottoclassi dei recettori PPAR.
Malgrado venissero utilizzati sin dagli anni trenta, il meccanismo d'azione dei fibrati è rimasto ignoto finché nel 1990 sono stati identificati i recettori PPAR, una classe di recettori nucleari appartenenti alla super-famiglia dei recettori degli steroidi. È stato, infatti, scoperto che i fibrati attivano i PPAR (recettori attivati dal proliferatore del perossisoma), specialmente la sottoclasse alfa (PPAR-α).
I PPAR, nelle loro diverse isoforme, giocano un ruolo chiave nell'adipogenesi, nel metabolismo dei lipidi, nella sensibilità all'insulina nell'infiammazione e nella pressione arteriosa, e per questo sono stati oggetto di attenzione come potenziali target farmacologici. L'attivazione dei recettori PPAR induce l'espressione genica di geni che intervengono nel metabolismo lipidico. In particolare i fibrati, attraverso PPAR, regolano la beta ossidazione dei lipidi.
Secondo alcuni studi sui roditori attivando i PPAR-α i fibrati diminuiscono l'espressione genica di fibrinogeno che costituisce un importante fattore di rischio cardiovascolare.
I fibrati sono strutturalmente e farmacologicamente correlati ai tiazolidindioni, una classe di anti-diabetici che agiscono sui PPARγ.
I fibrati sono agonisti del recettore PPAR-α, presente nel fegato, nel muscolo scheletrico, nel cuore, nel tessuto adiposo e in altri tessuti. L'attivazione del recettore PPAR-α provoca:
- induzione dell'attività della lipoproteina lipasi;
- incremento della β-ossidazione nel fegato;
- riduzione della secrezione di trigliceridi nel plasma da parte del fegato;
- aumento dell'espressione genica della lipoprotein-lipasi e della sua attività mediante aumento dell'espressione genica della Apo CII, con conseguente incremento della clearance delle VLDL e riduzione della trigliceridemia;
- aumento delle HDL, grazie a un aumento dell'espressione della Apo A1, l'apolipoproteina che è in grado di costituire le HDL, formandone il guscio idrofilo attorno agli esteri di colesterolo;
- aumento della clearance dei chilomicroni remnant.

### Farmacocinetica
La biodisponibilità dei derivati dell'acido fibrico dopo somministrazione orale è buona o ottima, e dipende anche dalla forma farmaceutica. In particolare nel caso del fenofibrato un significativo miglioramento dell'assorbimento è stato ottenuto in seguito all'introduzione di formulazioni micronizzate. La micronizzazione del principio attivo è funzionale a una più rapida dissoluzione, per migliorare l'assorbimento del farmaco e mitigare l'altrimenti significativo effetto della contemporanea assunzione di cibo sulla biodisponibilità.
I fibrati sono metabolizzati dal citocromo P450 isoforma 3A4.
La tabella seguente riassume le caratteristiche farmacocinetiche di alcuni fibrati. 
| Caratteristiche farmacocinetiche dei fibrati |            |                        |             |             |              |
| Sostanza attiva                              | Clofibrato | Fenofibrato            | Bezafibrato | Gemfibrozil | Ciprofibrato |
| Profarmaco                                   | SI         | SI                     | NO          | NO          | NO           |
| Assorbimento                                 | Completo   | Incompleto / Completo  | Completo    | Completo    | -            |
| Biodisponibilità                             | -          | -                      | -           | 98%         | -            |
| Legame alle proteine plasmatiche             | 95%        | 90%                    | 95%         | 95%         | >95%         |
| Metabolismo                                  | CYP3A4     | -                      | CYP3A4      | CYP3A4      | CYP3A4       |
| Escrezione                                   | Urina 97%  | Urina 60%; Biliare 20% | Urina 50%   | Urina 70%   | Urina 55%    |
| Emivita                                      | 17 h.      | 22 h.                  | 2 h.        | 1,5 h.      | 80 h.        |

1. ↑  In formulazioni convenzionali.
2. ↑  In formulazioni con fenofibrato micronizzato.

### Effetti collaterali
La maggior parte dei fibrati possono determinare disturbi gastrici e miopatia con aumento della concentrazione plasmatica delle CPK. Il clofibrato era inoltre correlato con un aumentano rischio di calcolosi della colecisti (colelitiasi).
Quando associati a una statina, i fibrati causano un aumento del rischio di rabdomiolisi, ovvero la distruzione del tessuto muscolare, che può condurre a insufficienza renale.
Nei primi anni 2000 una statina, la cerivastatina, è stata ritirata dal mercato proprio per tale effetto secondario.
Le statine meno lipofile hanno una minore incidenza di tale effetto collaterale, e sono probabilmente più sicure quando associate con i fibrati.
Gli studi hanno inoltre dimostrato che l'associazione con fenofibrato è quella più sicura a tal proposito. Viceversa, andrebbe sempre evitata l'associazione con gemfibrozil.
Il gemfibrozil è inibitore metabolico a livello del CYP2C8.